# 社坡河
社坡河，位于中国广西壮族自治区桂平市境内，是西江浔江段右岸支流，发源于桂平市油麻镇盘龙岭，向北流经社坡河水库、社坡镇，于石咀镇河口村汇入浔江。河长55.4千米，流域面积360平方公里。